# Evergestis sexmaculosus
Evergestis sexmaculosus là một loài bướm đêm trong họ Crambidae.